# Ivan Binar
Ivan Binar (* 25. června 1942 Boskovice) je český spisovatel a překladatel.

## Život
V roce 1959 odmaturoval, poté studoval češtinu, dějepis a výtvarnou výchovu na Pedagogickém institutu v Ostravě. Po absolvování tohoto institutu (1963) vyučoval na základní škole. Souběžně s tím pracoval v zájmovém centru mládeže, na konci 60. let se stal redaktorem časopisu Tramp, v době, kdy zde působil šéfredaktor Jiří Goj – Gaučo. Od roku 1970 se stal šéfredaktorem časopisu Tramp a byl jím až do jeho zákazu v březnu 1971. Binar rovněž publikoval v řadě dalších časopisů, např. v Mladém světě. Po roce 1965 se významně podílel na práci ostravského studentského Divadélka pod okapem (později Waterloo). V roce 1971 byl zatčen a odsouzen za pobuřování, kterého se měl dopustit při interpretaci muzikálu Syn pluku; v jeho pojetí byl muzikál reakcí na invazi a parafrází na stejnojmenný Katejevův román. Vězněn byl až do roku 1973, po svém návratu se stal ineditním spisovatelem a byl zaměstnán v několika manuálních profesích. V lednu 1977 se stal signatářem Charty 77, po nátlaku ze strany StB zvolil možnost vystěhování a jako mnozí další signatáři Charty 77 byl vyhoštěn do Rakouska. Poté působil ve Vídni jako překladatel a restaurátor keramiky. Roku 1983 se přestěhoval do Mnichova, kde se stal redaktorem rádia Svobodná Evropa. Roku 1994 se vrátil do Prahy, kde se stal spisovatelem na volné noze. V letech 2003–2004 byl předsedou Obce spisovatelů.
V roce 2003 působil jako člen Rady České televize.
V roce 2016 na návrh Rady města Plzně obdržel Cenu 1. června připomínající veřejné vystoupení Plzeňanů proti totalitnímu režimu v roce 1953 (Den prvního zvonění), a to za významný přínos k objasnění a prosazení principů demokracie, svobody a spravedlnosti a za důslednou obhajobu lidských práv a svobod prostřednictvím tisku, rozhlasu a televize. Zařadil se tak mezi oceněné laureáty Ceny 1. června.

## Dílo
Jeho dílo je ovlivněno Beat generation a rozvádí jejich myšlenku o nutnosti chránit si vnitřní svobodu, akorát ji staví do jiného světla. Tento jiný pohled mu umožňuje především přímá zkušenost s komunistickou diktaturou.
- Kdo, co je pan Gabriel, samizdat – edice Petlice (1974), v zahraničí (česky) 1978, německy 1985 román
- Rekonstrukce, samizdat 1977, německy 1979, 2002
- Rozprava v krabici, v zahraničí (česky) 1985
- Kytovna umění, samizdat 1985, v zahraničí (česky) 1988, v Čechách 1991
- Jeníkova práce, 1996
- Ohrada, 1997
- Sedm kapitol ze života Václava Netušila aneb S kolem kolem světa, 2000
- Egonek na útěku a M-Mirek v pasti, 2004
- Jen šmouha po nebi, 2013
- Peckova jáma, 2016

### Pro děti
- Knížka o tom, jak pan Bouda s cirkusem se světem loudá, 1969
- Vrať nám, ptáku, hastrmana! s Edvardem Schiffauerem, 1973
- S kouzelníkem kolem světa, 1997
- Kilo jablek pro krále, 2003
- Bibiana píská na prsty
- Králík Fiala, 2012
- Bořivoj a blecha Flo, 2014

## Ocenění
V roce 2013 mu byla udělena Cena Václava Bendy.